# Al Capone (chanson)
Pour les articles homonymes, voir Al Capone (homonymie).
Al Capone est une chanson de l'auteur-compositeur-interprète jamaïcain de ska Prince Buster, publiée en single pour la première fois en 1964. Sa reprise en 1979, sous le titre Gangsters, est l'un des principaux succès du groupe britannique The Specials.

## Historique
Au moment où la chanson est écrite, de nombreux Jamaïcains sont fascinés par les films d'Hollywood, en particulier les westerns et les films de gangsters. Al Capone, le gangster américain des années 1920 et 1930, intéresse particulièrement les auditeurs jamaïcains. Principalement instrumentale, la chanson commence par le bruit d'un accident de voiture, des coups de feu et des crissements de pneus. Le groupe d'accompagnement de Buster, les All Stars, fournit des cuivres jazzy tandis que le piano maintient le rythme. La session d'enregistrement comprend Dennis Campbell et Val Bennett aux saxophones ténor, Raymond Harper et Baba Brooks aux trompettes, Junior Nelson au trombone, Ernest Ranglin à la guitare et à la basse, Jerome "Jah Jerry" Haynes à la guitare, Gladstone Anderson au piano et Arkland "Drumbago" Parks à la batterie. Les quelques paroles sont fournies par Buster dans un style MC.
Al Capone est publiée en Jamaïque sur le label de Prince Buster Voice of the People, avec Yeah Yeah, un titre des Charmers, en face B. Le disque est distribué au Royaume-Uni par le label Blue Beat Records avec One Step Beyond en face B.

## Réception
Ce n'est qu'en 1967 que la chanson devient un hit pour Prince Buster, se classant 18e au Royaume-Uni et restant dans le UK singles chart pendant 13 semaines. Selon Dave Wakeling de The Beat, les jeunes britanniques considèrent alors l'image des Jamaïcains portant des lunettes de soleil et vêtus dans le style rude boy comme iconique,.

## Héritage
La chanson de Prince Buster fait l'objet de différentes reprises ou adaptations. Le premier single du groupe disco-pop allemand Boney M., Baby Do You Wanna Bump, est basé sur Al Capone. Enregistré en décembre 1974, le single sort en février 1975, devenant un tube en Belgique et aux Pays-Bas. Cependant, le single ne mentionne pas Prince Buster en tant que compositeur, les crédits d'écriture étant attribués aux producteurs Frank Farian et George Reyam.
Al Capone est également reprise par Emperor Rosko (1975), Judge Dread (1980) et The Selecter (1998).

## Gangsters
Singles de The Special A.K.A.
A Message to You, Rudy
(1979)
La chanson Al Capone apporte un « sentiment d'attitude » au mouvement 2 Tone et, en tant que tel, elle est adaptée par les Specials dans leur chanson Gangsters de 1979. Ils reprennent la musique de Prince Buster en y ajoutant des paroles.
La chanson parle d'un incident qui est arrivé au groupe lors d'une tournée en France avec The Clash. Ceux-ci ont été tenus responsables des dommages causés dans un hôtel par un autre groupe anglais (selon la rumeur The Damned), et le directeur de l'hôtel a gardé une de leurs guitares en garantie. La situation s'est aggravée lorsque l'hôtel a appelé la police et s'est terminée lorsque les Specials ont payé les dommages. Gangsters conserve les effets sonores qui ouvrent Al Capone. La phrase d'ouverture « Al Capone's guns don't argue » est remplacée par « Bernie Rhodes knows, don't argue », comme une insulte visant Bernard Rhodes, qui a brièvement été le manager du groupe.
Gangsters est enregistré en janvier 1979 dans les studios Horizon à Coventry. Horace Panter se souvient que la chanson « avait tellement de basses qu'elle a dû être remixée, car la basse poussait le saphir en dehors des microsillons du disque » et que « pour compenser les graves, Jerry [Dammers] a ajouté un piano très aigu ». Terry Hall, chante d'une voix tour à tour « ennuyée » et « en colère », les deux étant mélangées ensuite.
Des versions de Nite Klub et Too Much Too Young sont également enregistrées lors de la même session, mais il s'avère qu'elles ne fonctionnent pas tout à fait, alors le groupe cherche une autre face B à Gangsters. John Bradbury, qui n'a rejoint que récemment le groupe, suggère une piste instrumentale qu'il avait enregistrée en 1977 avec Neol Davies, intitulée The Kingston Affair. Dammers demande à Davies de mettre une guitare rythmique ska sur la chanson et elle est ensuite rebaptisée The Selecter. Un nombre limité de 5 000 exemplaires du single est d'abord distribué par Rough Trade en mai 1979, en double face A avec The Selecter, qui est créditée au groupe The Selecter, qui ne se formera véritablement que plus tard cette année-là. Le libellé du single original est « The Special A.K.A Gangsters vs. The Selecter », le « vs. » étant une idée de Dammers, inspirée par une affiche annonçant une bataille de sound system.
Publié deux mois plus tard, le single atteint le no 6 dans les charts britanniques pour la semaine du 2 au 8 septembre 1979, devenant à la fois le premier disque à succès du label 2 Tone et des Specials. Le single est diffusé pour la première fois le lundi 7 mai 1979 sur BBC Radio 1 par John Peel, qui en est si satisfait qu'il joue également l'autre face du disque. En dépit d'être un hit du Top 10, la chanson n'apparaît sur la version britannique d'aucun album studio du groupe, mais elle est incluse dans certaines sorties de leur premier album à l'étranger.
La face B du disque de Prince Buster, One Step Beyond, est également sortie sur le label 2 Tone en 1979, interprétée par Madness. Al Capone, entendue par le jeune Suggs à 15 ans, lui fourni l'inspiration qui allait mener plus tard à la formation du groupe Madness, dont il est le chanteur principal.

### Classements
| Palmarès (1979–80)                        | Meilleure place |
| ----------------------------------------- | --------------- |
| Belgique (Flandres) - Ultratop 50 Singles | 6               |
| France - IFOP                             | 3               |
| Irlande - Irish Singles Chart             | 27              |
| Nouvelle-Zélande - Recorded Music NZ      | 20              |
| Pays-Bas - Nederlandse Top 40             | 13              |
| Pays-Bas - Single Top 100                 | 11              |
| Royaume-Uni - UK Singles Chart            | 6               |

| Palmarès (1979)                 | Position |
| ------------------------------- | -------- |
| Belgique - Ultratop Flandres    | 89       |
| Royaume-Uni - UK Singles (BMRB) | 59       |

| Palmarès (1980) | Position |
| --------------- | -------- |
| France - SNEP   | 56       |

## Utilisation dans les médias
La chanson de Prince Buster figure dans le téléfilm français US Go Home en 1994.
Gangsters des Specials est présente dans plusieurs films ou séries, parmi lesquels :
- 1999 : Mystery Men, interprétée par Citizen King
- 1999 : SLC Punk!
- 2001 : Meurtres au paradis, saison 1, épisode 4 (Noces de sang)